# Wskaźnik kondycji branży public relations
Wskaźnik kondycji branży public relations – wskaźnik, w wyniku cyklicznej oceny ilościowej branży public relations (PR), dający informację na temat zmian jakie dokonują się w tym sektorze gospodarki. Założenia i koncepcję wskaźnika opracował zespół Katedry Komunikacji Społecznej i Public Relations, działającej w ramach Wydziału Dziennikarstwa, Informacji i Bibliologii Uniwersytetu Warszawskiego, Instytutu Rozwoju Społeczeństwa Informacyjnego oraz Exacto. Wskaźnik opisany został po raz pierwszy w roku 2017 i był badany w latach 2017, 2019, 2021.
Metodyka tworzenia wskaźnika zakłada, iż przy ustaleniu oceny ogólnej bazuje się na dziesięciu czynnikach, które oceniane są przez respondentów (przedstawicieli branży public relations: naukowców i praktyków) w skali od 1 (najniższa) do 7 (najwyższa). Badani pytani są o rozwój branży, zapotrzebowanie biznesu na usługi public relations, wartość rynkową branży, przeznaczane budżety na działania PR, jakość usług agencji, dostępność profesjonalnej kadry, etyczny wymiar działań w PR, skojarzenia z terminem PR, świadomość klientów, czy poziom systemu kształcenia.
Wcześniej podobne, ale tylko w założeniu ogólnym badania przeprowadzał zespół SMG/KRC np. w roku 2006. Problem ten rozpatrywany był także przez szereg organizacji międzynarodowych, np. w roku 2009 przez International Communications Consultancy Organisation (ICCO).